# Eloy Gila Marín
Eloy Gila Marín (nascut el 21 de juny de 1988) és un futbolista professional català que juga com a davanter al club andorrà FC Santa Coloma.

## Carrera de club
Nascut a Sabadell, Catalunya, Gila va debutar professionalment amb l'UDA Gramenet a Segona Divisió B, després de jugar dos anys amb el filial. L'any 2010 va fitxar amb un altre club de la seva comarca natal, el Gimnàstic de Tarragona de Segona Divisió, inicialment formant part de l'equip de formació, el CF Pobla de Mafumet.
No obstant això, Gila només va participar en dos partits amb el Pobla, i després de marcar cinc gols en la pretemporada de la plantilla va ser convocat pel tècnic del primer equip Luis César Sampedro. Va fer el seu debut competitiu el 19 de setembre, entrant com a substitut d'Álex Cruz al minut 75 de la derrota a casa per 0-1 contra el Rayo Vallecano.
Gila va marcar el seu primer gol amb el Nàstic el 16 d'octubre de 2010, en un empat a casa amb el FC Barcelona B 1-1. Va acabar la temporada com a segon millor golejador de l'equip a cinc (només darrere de Berry Powel), i van evitar el descens per poc.
Gila no va poder reproduir la seva forma anterior a la campanya 2011-12, i després de l'arribada d'Hugo Bargas al mercat de fitxatges de gener va perdre la seva importància al primer equip. Aleshores va ser cedit al Reial Betis B de tercer nivell amb un contracte de sis mesos, jugant el seu primer partit el 5 de febrer contra el Cádiz CF i va marcar el seu primer gol més tard aquell mes en la victòria per 2-1 fora de casa. CD San Roque de Lepe.
El 23 de gener de 2013, Gila va ser alliberat pel Gimnàstic. Va fitxar per la veïna UE Llagostera l'endemà, marcant 11 vegades la millor marca de la seva carrera en la seva primera temporada completa, més una vegada als play-offs, ja que van assolir la segona divisió per primera vegada.
Gila es va mantenir a la tercera divisió fins a la seva retirada, amb el CE Sabadell FC, Albacete Balompié, CD Mirandés i UE Cornellà. Va aconseguir l'ascens amb el segon d'aquests clubs.